# Sint-Amanduskerk (Wingene)
De Sint-Amanduskerk is de oudste parochiekerk van de gemeente Wingene. De kerk ligt aan de kruising van de Markt, Kerkplein, Guido Gezellestraat en de Zandbergstraat.

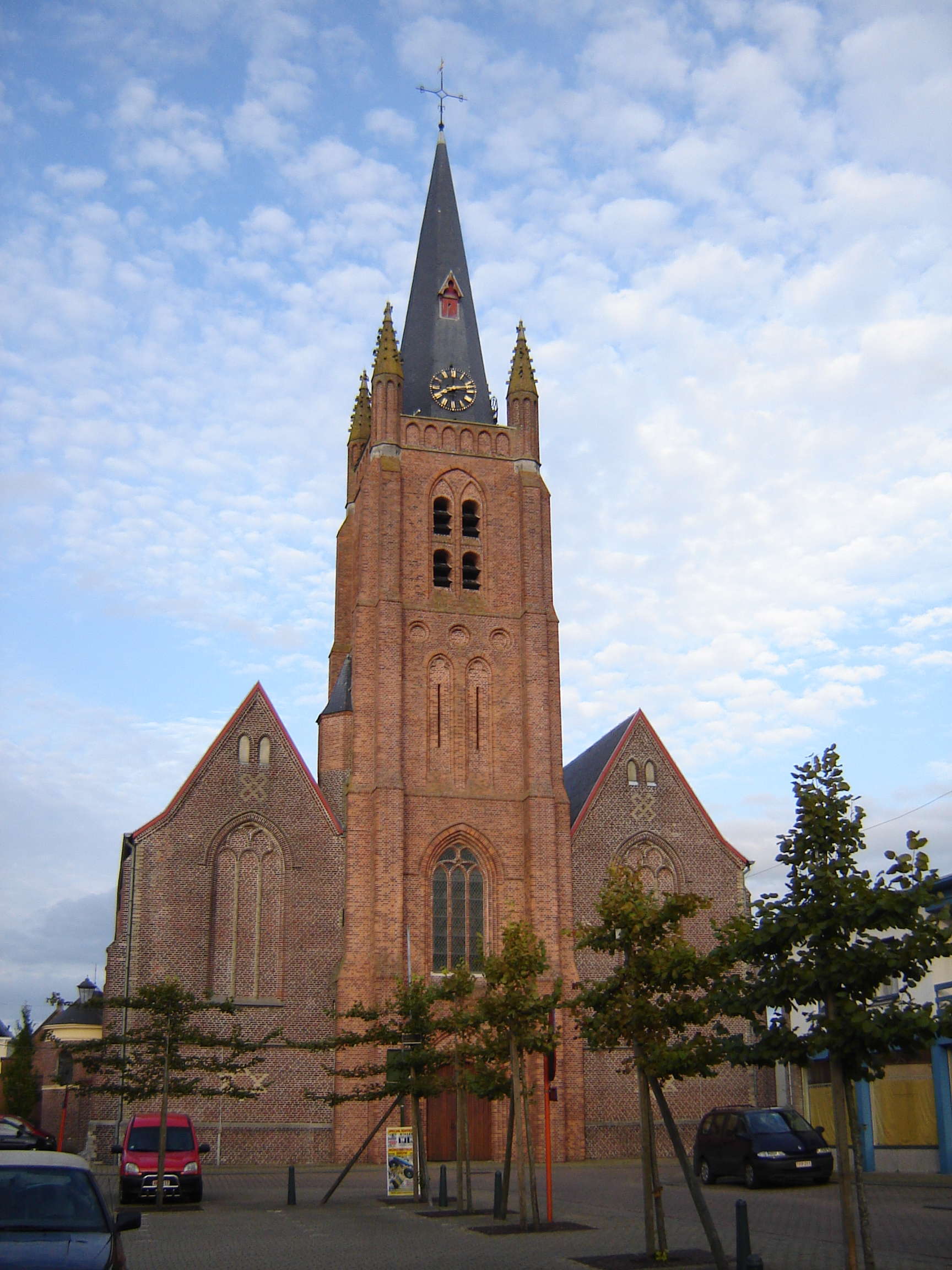
Vooraanzicht van de Sint-Amanduskerk

## Geschiedenis
De Benedictijnen van de Sint-Amandsabdij in  Saint-Amand-les-Eaux  bouwden het eerste kruisbeukkerkje. Doorgaans staat deze fase bekend als de éérste periode van het Romaans kruisbeukkerkje, begin elfde eeuw. Het kerkje was 30 meter lang en 6,25meter breed. De breedte van de kruisbeuk bedroeg 19 meter (de breedte van de huidige drie beuken). De achtkantige toren werd boven op het kruis van de kruisbeuk gebouwd. Het kerkje was in veldsteen opgetrokken. Het dak bedekt met stro. Op de fundamenten van dit eerste kerkje, staat de huidige kerk.
Het oosteinde van het kruisgebouw bevatte het sanctuarium met het hoogaltaar toegewijd aan de heilige Amandus.
Op 11 januari 1593 vielen de geuzen Wingene binnen. Een kerk-ruïne, samen met 17 omliggende huizen en schuren, bleef vernield achter. Bij een rooftocht gedurende de Tachtigjarige Oorlog branden de resten van de ruïne helemaal op.

### 2de periode:Gotischekerk (1625 - 1679)
In 1622, onder het pastoorschap van Joannes Courtois, werd er werk gemaakt van de volledige heropbouw van de Wingense kerk. De inwijding uitgevoerd door de bisschop van Brugge; Dionysius Christophori, vond plaats op 19 oktober 1625. Dit project was grotendeels mogelijk door de mildheid van ridder Jan Van Haveskercke, van wie een gedenkplaat achter in de huidige kerk te zien is.
Deze tweede kerk werd op de oude muren herbouwd. Ditmaal in Gotische stijl. De kerk, 37 meter lang en 19 meter breed, had drie beuken. De spitse, houten, met schaliën bedekte toren werd achteraan het gebouw opgetrokken.
In de nieuwe toren verschenen drie klokken en een orgel verrijkte het patrimonium. Helaas voor de kerk had Wingene zwaar te lijden onder de oorlog tussen Frankrijk en Nederland. In 1679 brandde de kerk volledig af.

### 3de periode: Kerk met tongewelven (1737)
Het duurde lang voordat de kerkruïne heropgericht werd. In 1737 onder impuls van pastoor Debusschere werden de werkzaamheden aangevat om de kerk te doen herrijzen. De bouwmeester was Jacob Mestdach, meestermetselaar van Ruiselede. Bij het oprichten van de toren bleek de gotische trant verdwenen en tongewelven ingewerkt. Alles bleek kloek gebouwd.
Deze kerk mat 41 meter lang en bezat drie beuken. Boven op de middenbeuk stond een scherp, houten torentje van twaalf meter hoog. Men hing in het torentje het oude klokje van 1606. Het O.-L.-Vrouwenaltaar werd vooruitgeschoven en daarachter werd een tweede sacristie uitgebouwd.
Ook het interieur van de kerk verfraaide met onder meer een communiebank (in 1731 gemaakt door Pieter Van Walleghem uit Brugge), een predikstoel (in 1738 door Pieter Wanneyn gemaakt), koorbanken (1740) en veel zilverwerk (vanaf 1750).
Toen priester Dugardin (1824) in Wingene werd benoemd, droomde hij ervan om de kerk te vergroten en de toren te vernieuwen. Omdat hier veel geld voor nodig was, liep dit niet van een leien dakje. Pas in 1853 werd de oude toren afgebroken en een nieuwe toren opgetrokken. In deze toren kwam in 1857 een beiaard, alsook een torenuurwerk.
Na deze verbouwingswerken bedroeg de lengte van de kerk nu 53 meter en de breedte 21,5 meter. De nieuwe toren mat 19 meter hoog.
17 oktober 1918 bleek wederom fataal voor de Wingense kerk. De kerktoren werd samen met het achterste gedeelte van het kerkgebouw door terugtrekkende Duitse soldaten opgeblazen. Toenmalige priester Devos nam in maart 1923 ontslag, de last om de kerk en de parochiale scholen te herstellen viel hem te zwaar en hij liet dit werk over aan zijn opvolger.

### 4de periode: neogotische kerk (1924)
In 1924 maakte pastoor Six er werk van om de kerktoren te laten heropbouwen, dit gebeurde hoofdzakelijk in neogotische stijl. De toren werd ditmaal zeer spits gebouwd en had een lengte van 40,7 meter. Vier hoektorentjes sierden de toren. In 1927 werd een nieuwe beiaard ingewijd, bestaande uit 34 beiaardklokken en drie luidklokken. Het kerkgebouw werd datzelfde jaar ook voorzien van een nieuw orgel en elektrische verlichting.
De laatste grondige renovatiewerken dateren van 1994. Onder toezicht van pastoor Samoy en de kerkraad, werd het kerkgebouw, zowel aan de buitenzijde (metsel- en voegwerk, dak, glasramen, toren) als aan de binnenzijde (pleisterwerk, elektriciteit, schilderwerk, automatisatie van de klokken) grondig aangepakt.

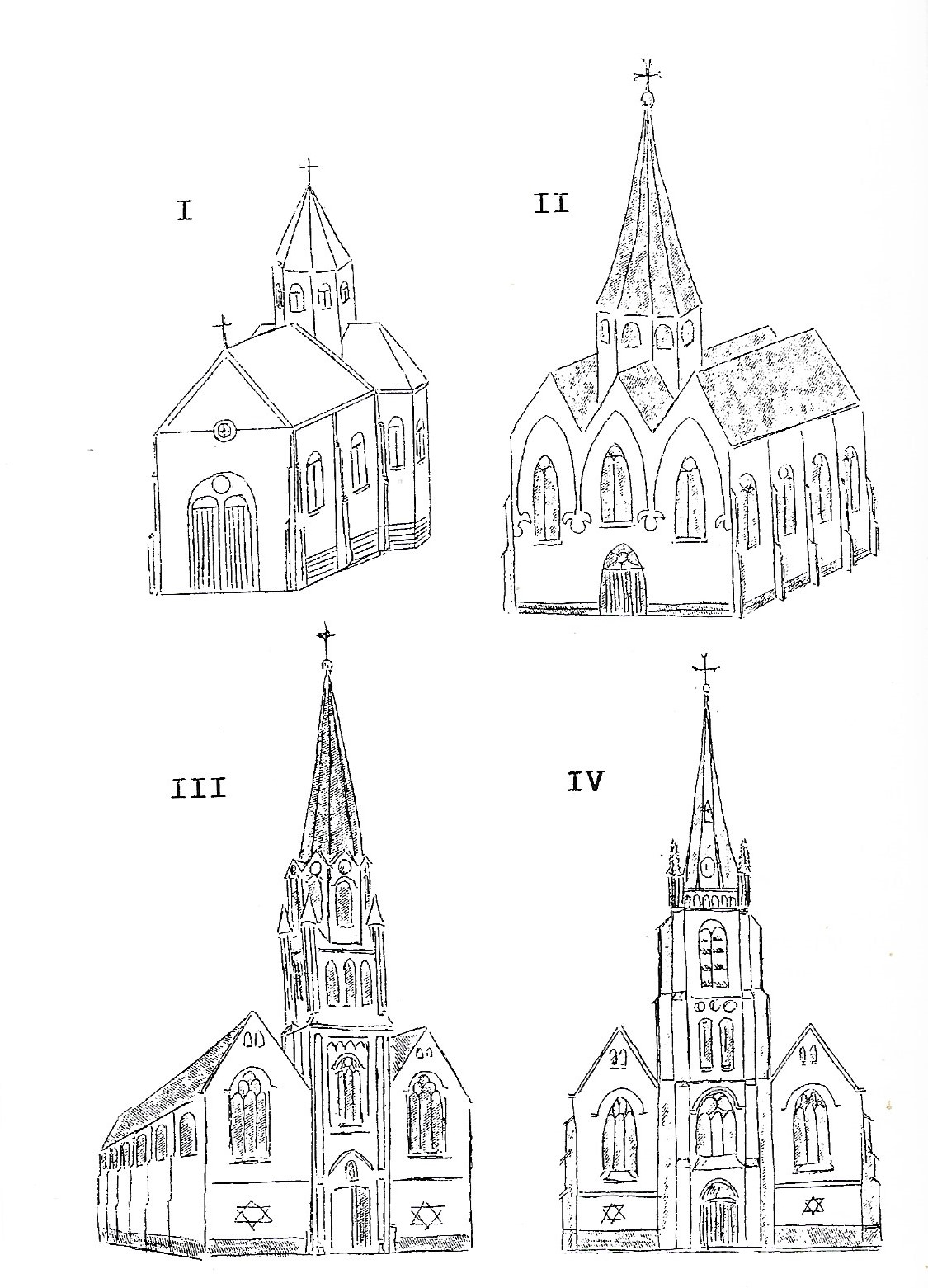
Uitzicht van de Wingense kerk tijdens de verschillende periodes

## Interieur

### Altaren

#### Het hoofdaltaar

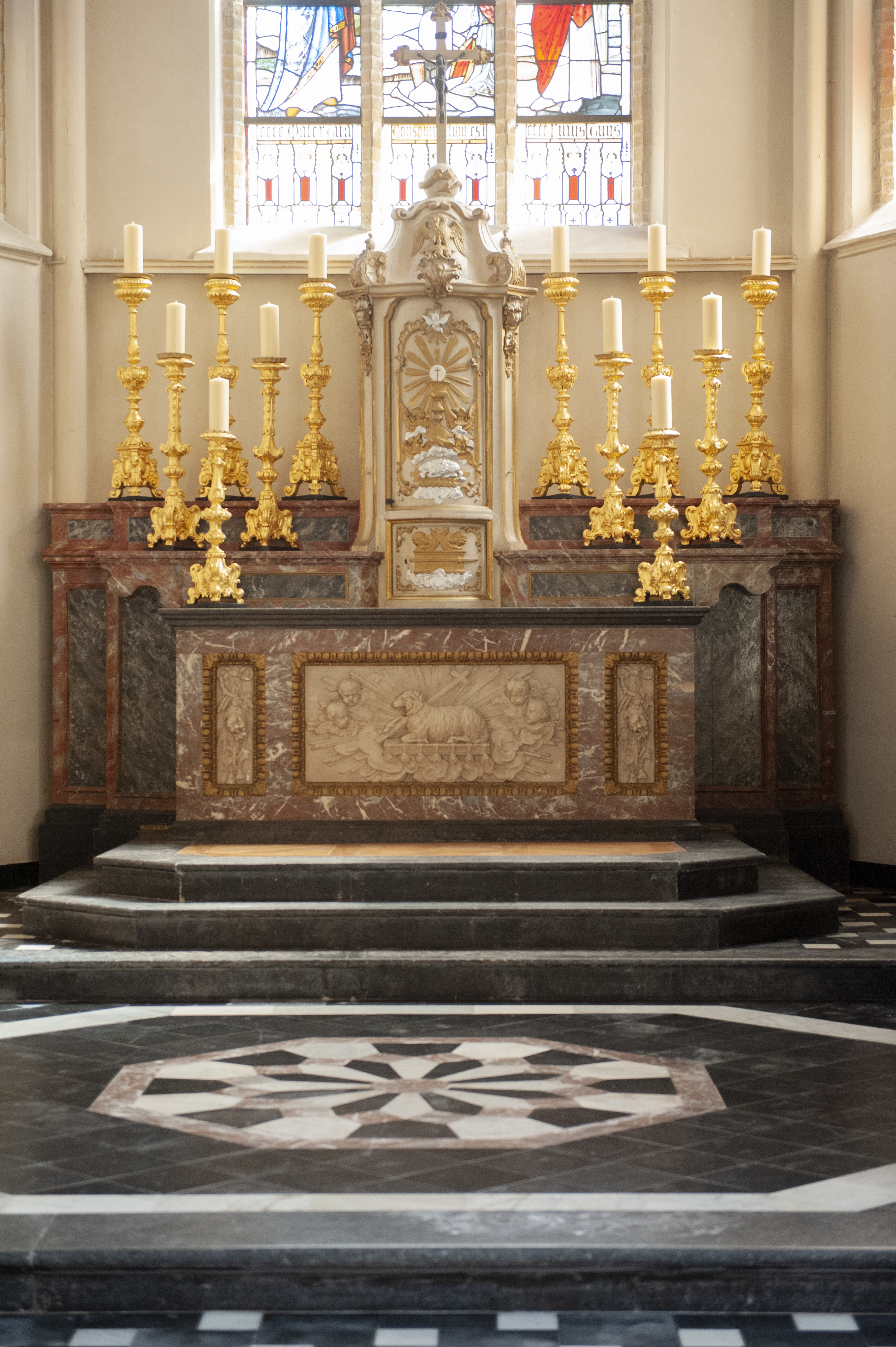
Het mooie hoofdaltaar vooraan in de kerk

Het hoofdaltaar, grotendeels vervaardigd uit rood marmer, bevat een boventafel uit granietsteen. Het vooraanzicht toont het "Lam Gods", omringd door vier engelenkopjes. Het tabernakel dat op het hoofdaltaar werd geplaatst is rond 1750 vervaardigd. Dit tabernakel bevat een draaitrommel met drie uitstalzijden, waarin de ciborie worden bewaard.
Boven op het tabernakel pronkt een houten kruisbeeld met de gekruisigde Christus.
Op de voorzijde wordt centraal een "hostiedragende kelk" afgebeeld, met erbovenop de Heilige Geest in de vorm van een duif.

#### Het Onze-Lieve-Vrouwealtaar
Het Altaar dat dateert uit 1885 verbeeldt O.-L.-Vrouw, die het H. Schapulier schenkt aan ene Simon Stock. Aan weerszijden van deze voorstelling bevindt zich een engelenfiguur.

#### Het Sint-Amandusaltaar
Dit altaar dateert eveneens uit 1885. Het tafereel vermeldt: "H. Amandus die vergiffenis schenkt aan koning Dagobertus. Twee engelenfiguren flankeren ook hier het geheel. In 1901 werd het altaar voltooid door het plaatsen van drie brandramen over het leven van Sint-Amandus.

#### Het middenaltaar
Het middenaltaar is recenter (1984) en stelt een hostiedragende kelk centraal, omringd door vier engelenkopjes, korenaren en druiven. Dit altaar werd vervaardigd uit panelen van de communiebank (kelk + hostie) en is verplaatsbaar.

### Predikstoel

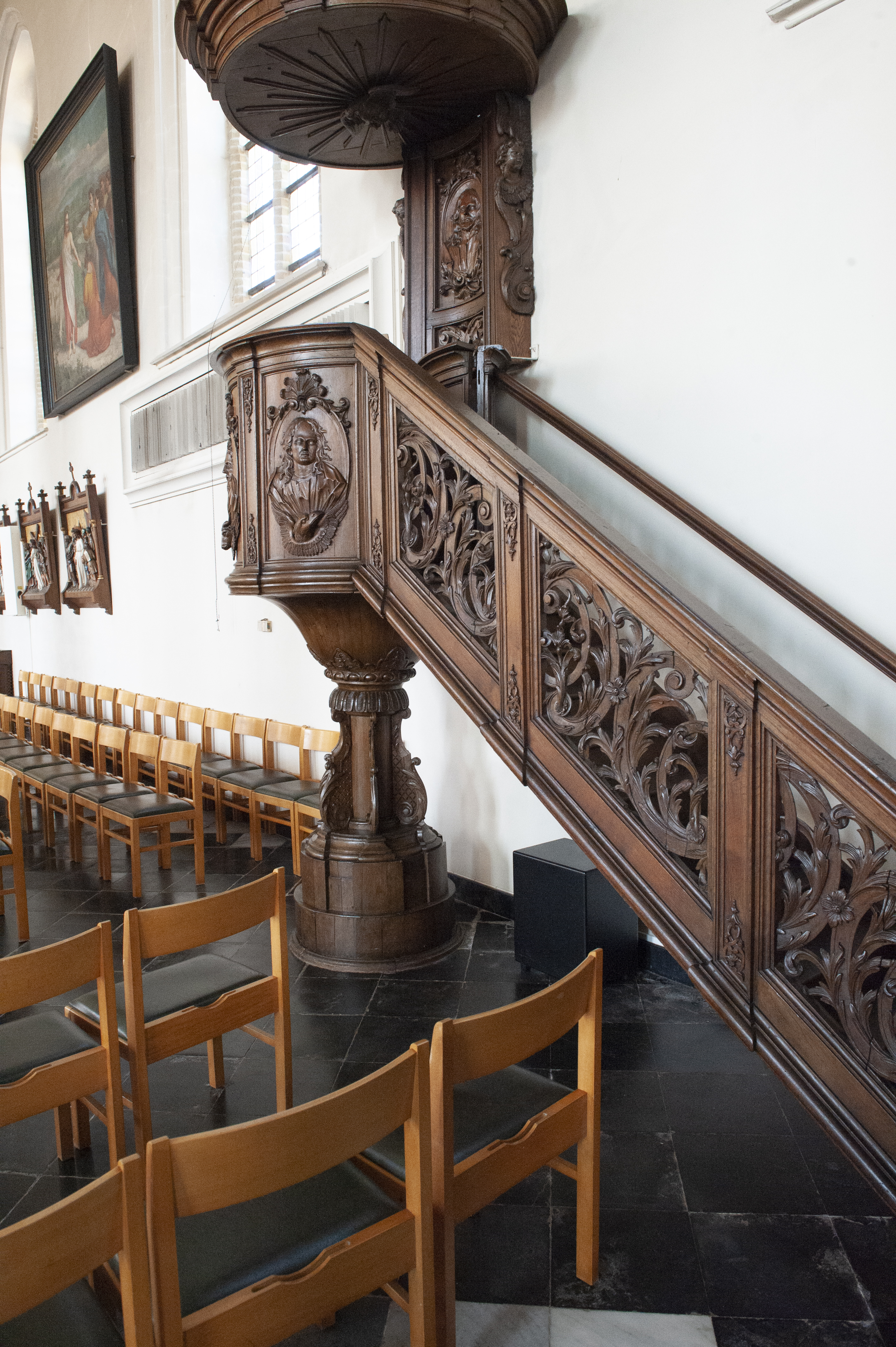
De predikstoel in zijaanzicht

In de archieven zijn drie opeenvolgende predikstoelen te ontrafelen. De eerste predikstoel dateert van 1630 (er zal voordien nog wel een andere geweest zijn). De tweede kwam er in 1738, de derde (de huidige) kwam er in 1865. Deze laatste is een eenvoudig meubel, met een ronde kuip, versierd met vier medaillons die de vier evangelisten voorstellen. Tussen de kuip en het klankbord is een vijfde medaillon aangebracht, waarop het gelaat van Christus is uitgebeeld. Een merkwaardig feit is de afbeelding van de evangelist Marcus, -normalerwijze wordt hij afgebeeld als "Leeuw"-, die hier afgebeeld staat als mens. Door de beschadigingen op het einde van de Eerste Wereldoorlog diende de predikstoel hersteld te worden. Er werd een nieuwe beeld gesneden naar gelijkenis van het nog intacte beeld van Mattheüs (de mens), vandaar dat er een foutieve voorstelling is van Marcus op de kuip.

### Communiebank
De communiebank vervaardigd in 1731 telde oorspronkelijk vijf taferelen in snijwerk. In 1768 werd deze met twee panelen verlengd. Op vandaag is de communiebank niet meer in zijn geheel te bewonderen. De medaillons staan doorheen de kerk om te bewonderen.
- De heilige Amandus (bevindt zich onder de gedenksteen van de gesneuvelden, links achteraan de kerk)
- De zegevierende kerk (bevindt zich onder de gedenksteen van de gesneuvelden, rechts achteraan de kerk)
- De heilige Macrou (bevindt zich bij het beeld van O.-L.-Vrouw van Altijddurende Bijstand)
- De verrijzenis van Christus (bevindt zich eveneens bij het beeld van O.-L.-Vrouw van Altijddurende Bijstand)
- De Ark van het verbond (bevindt zich voor het O.-L.-Vrouwaltaar)
- De Tafel der toonbroden (bevindt zich voor het Sint-Amandusaltaar)

Het middenpaneel van de communiebank zit momenteel verwerkt in het huidige middenaltaar.

### Biechtstoelen
Het plaatsen van de biechtstoel werd binnen de rooms-katholieke kerken vanaf 1614 voorgeschreven, daarvoor nam de biechtvader plaats in een gewone stoel en de biechteling knielde hierbij neer op de grond. 

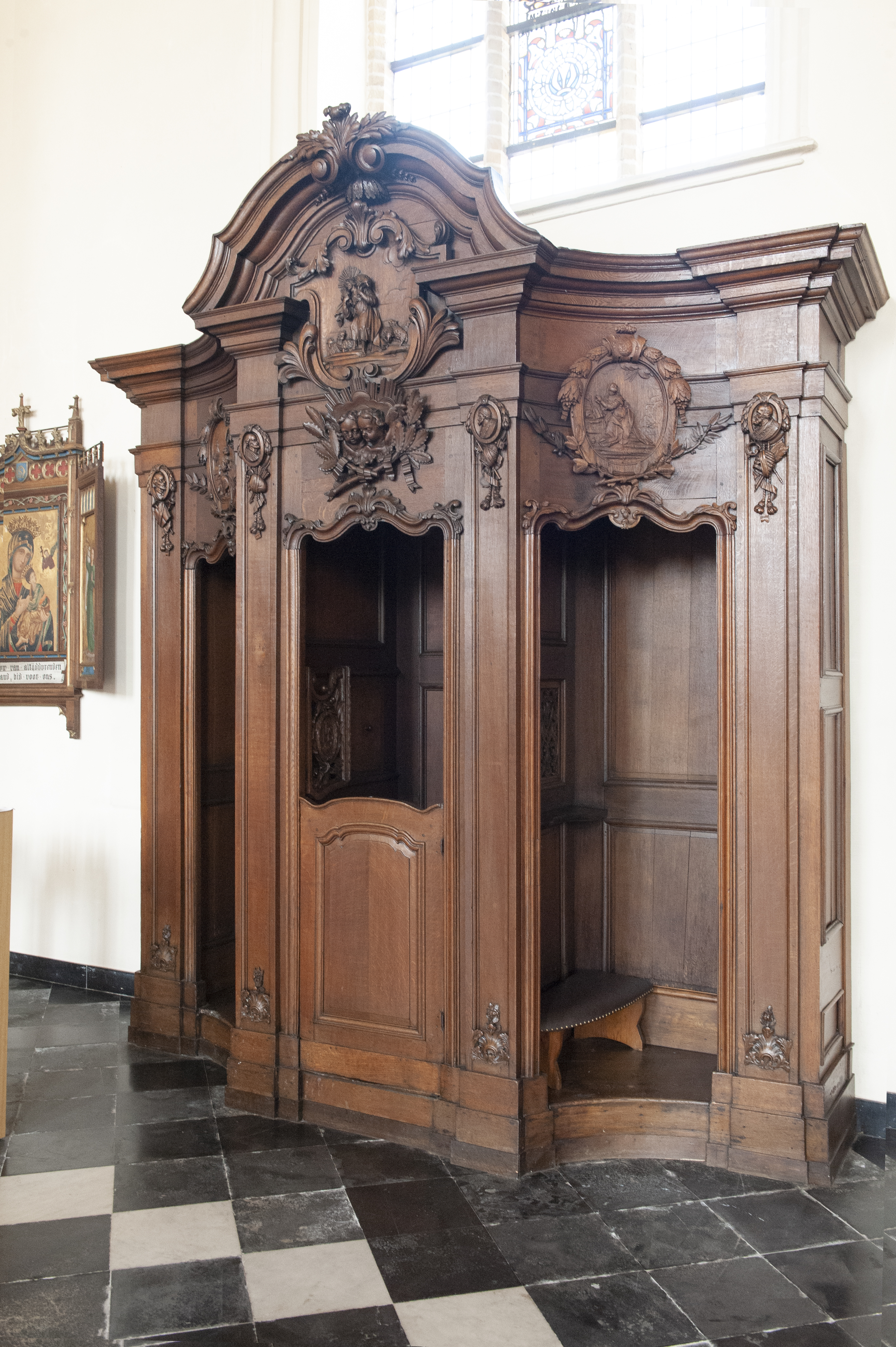
Biechtstoel

De twee oudste biechtstoelen van deze kerk dateren van 1776. Ze hebben een hoogte van 3,6 meter en een breedte van drie meter. Er is enerzijds de pastoorsbiechtstoel die zich links in de kerk bevindt en anderzijds de "andere" biechtstoel, deze bevindt zich rechts in de kerk, tegenover de pastoorsbiechtstoel.
Verder bevinden zich in de kerk nog 2 andere biechtstoelen, deze zijn meer naar achteren in de kerk geplaatst en zijn duidelijk van een latere datum (onbekend). Ze worden meestal gebruikt door "vreemde biechtvaders".

### Zingbanken

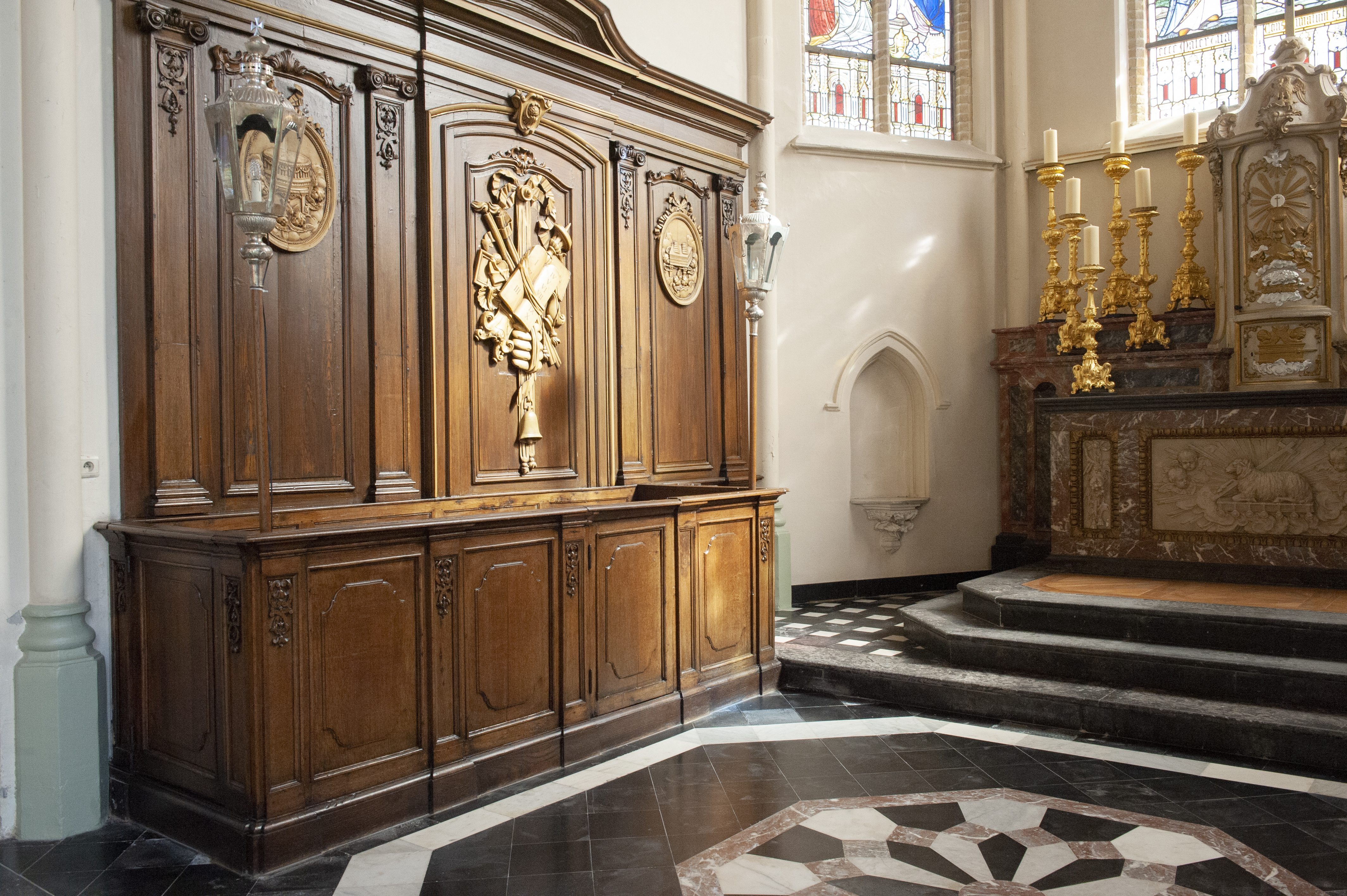
De in onbruik geraakte Koorbank

Zingbanken of koorbanken behoren tot het in onbruik geraakte kerkmeubilair. Ze staan aan weerszijden van het hoogkoor opgesteld. Op de flanken ervan vinden we telkens twee medaillons met "Menora" en "het altaar der reukwerken" (rechts) en de "koperen zee" en de "tafel der toonbroden" links.

### Gedenktafels
De twee gedenktafels werden in 1870 vervaardigd. Bij de beschadiging van de kerktoren tijdens de Eerste Wereldoorlog, werden ze zwaar beschadigd, en in 1925 terug gerestaureerd.

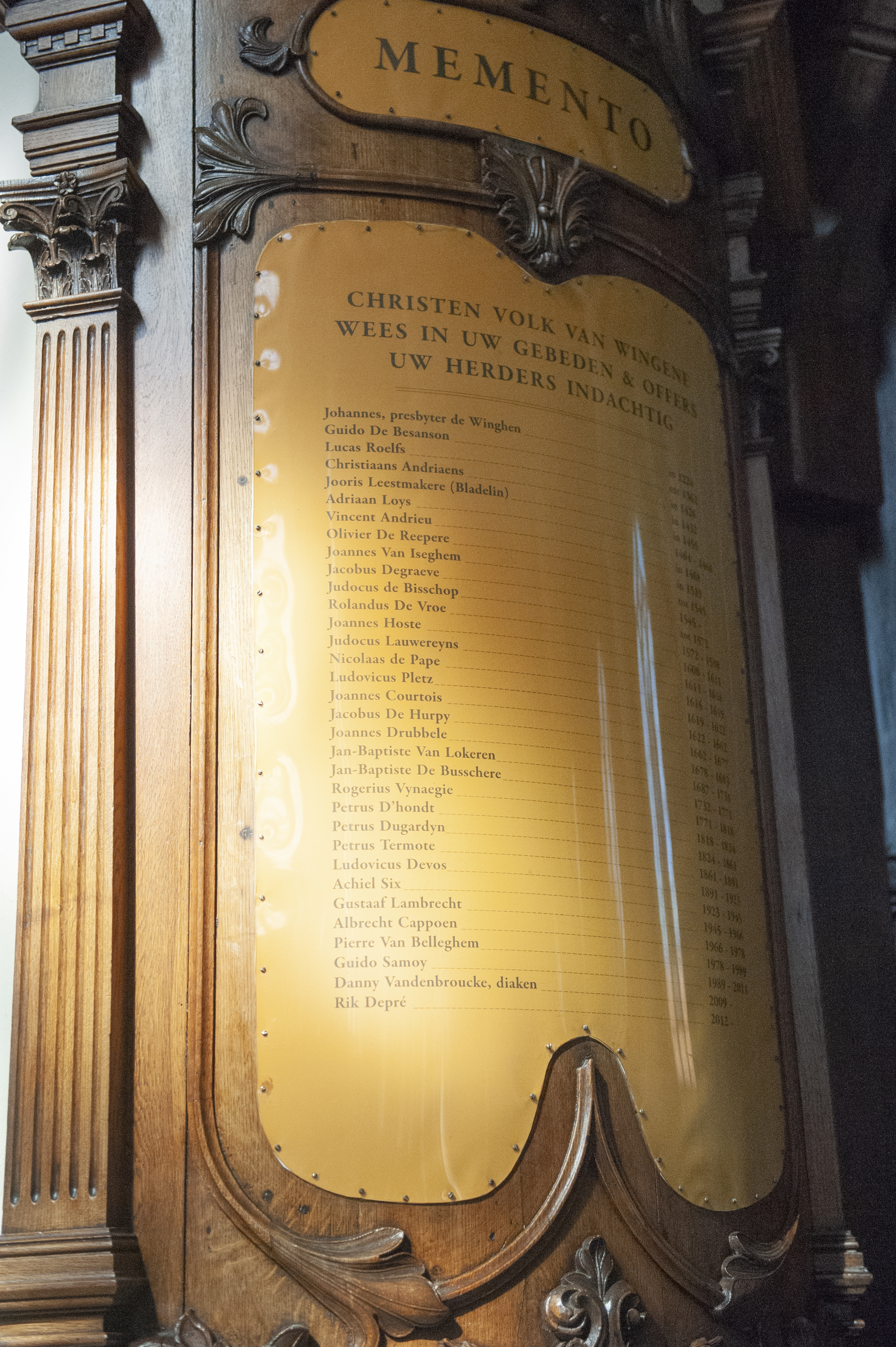
een van de gedenktafels

Deze gedenktafels bevatten naast snijwerk, enkele engelenkopjes. De hoogte van de gedenktafels bedraagt 2,2 meter en de breedte 1 meter. Ze zijn te vinden achteraan de kerk, aan de pilaren onder het doksaal en bevatten enerzijds een beschrijving van de geschiedenis van het kerkgebouw onder de titel "Onze parochiekerk" en anderzijds een lijst van de priesters die tot op heden in Wingene resideerden.

### Doopvont
De doopkapel werd gebouwd in 1789 en heeft tot op heden steeds haar functie behouden. De vijf brandramen (wordt verderop nog besproken) die deze doopkapel sieren werden in 1939 geplaatst. Op de middenmuur hangt de tekst "welkom kind". Een mooi toegangspoortje -gebeeldhouwd met engelenkopjes- sluit de doopkapel af van de eigenlijke kerkbeuken. De verlichtingselementen nemen de vorm van een schelp aan.

### Doksaal en orgel
Na de vernieling van de kerktoren in 1918 werd het doksaal herbouwd. Zowel de orgelkast als de doksaal-leuning bleven vrij eenvoudig van uitvoering. Er werd grotendeels gebruik gemaakt van het oude vooroorlogse materiaal. De firma Anneessens bouwde de nieuwe orgel. Omvang van de orgel:
- groot orgel (56 noten)
- recit-expressief (56 noten)
- pedalen (30 noten)
- wisseling van (10) combinaties

Door de installatie van een moderne chauffagetechniek moest het orgel verdwijnen.

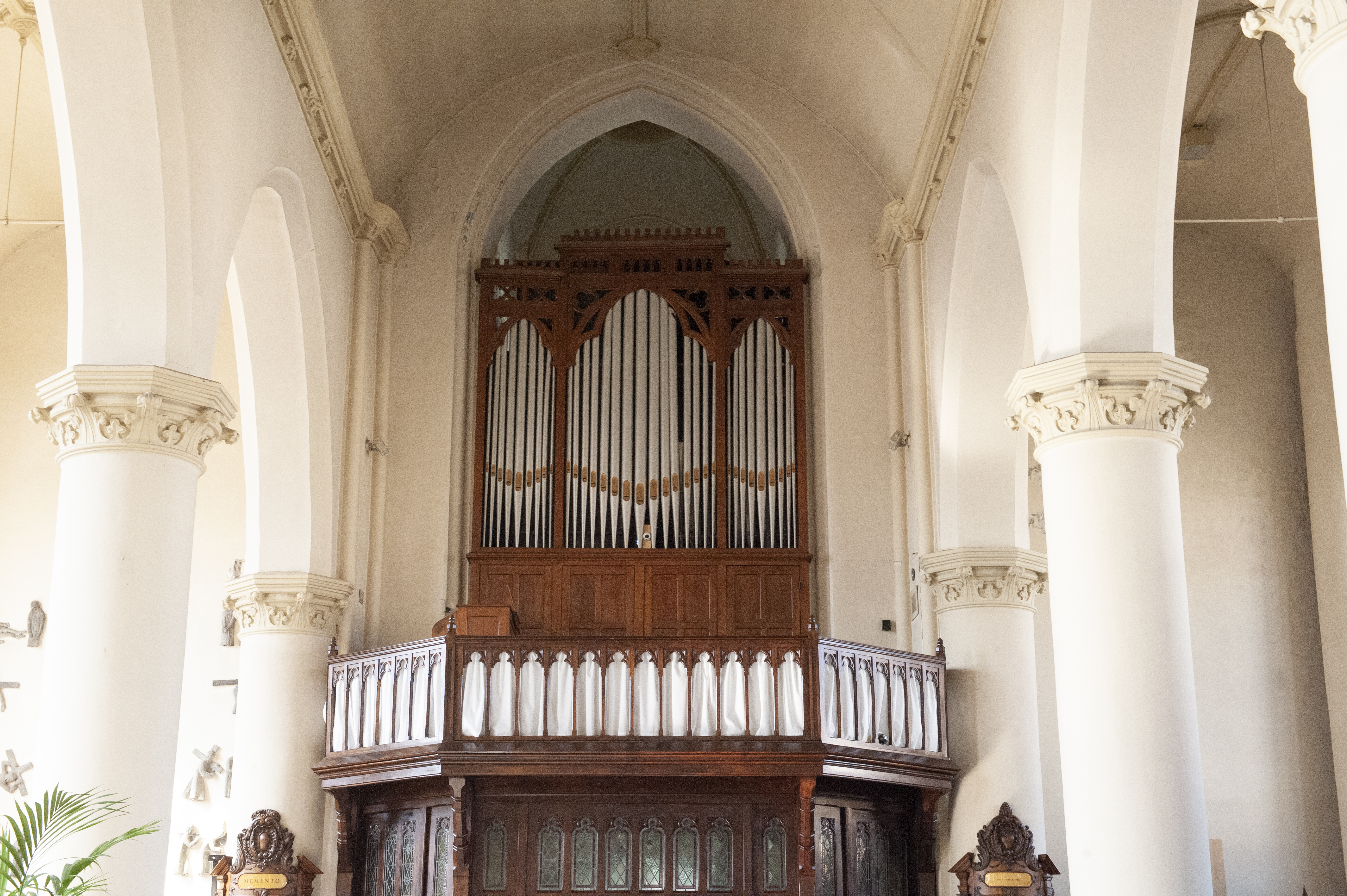
Het Doksaal, zoals vandaag te bezichtigen

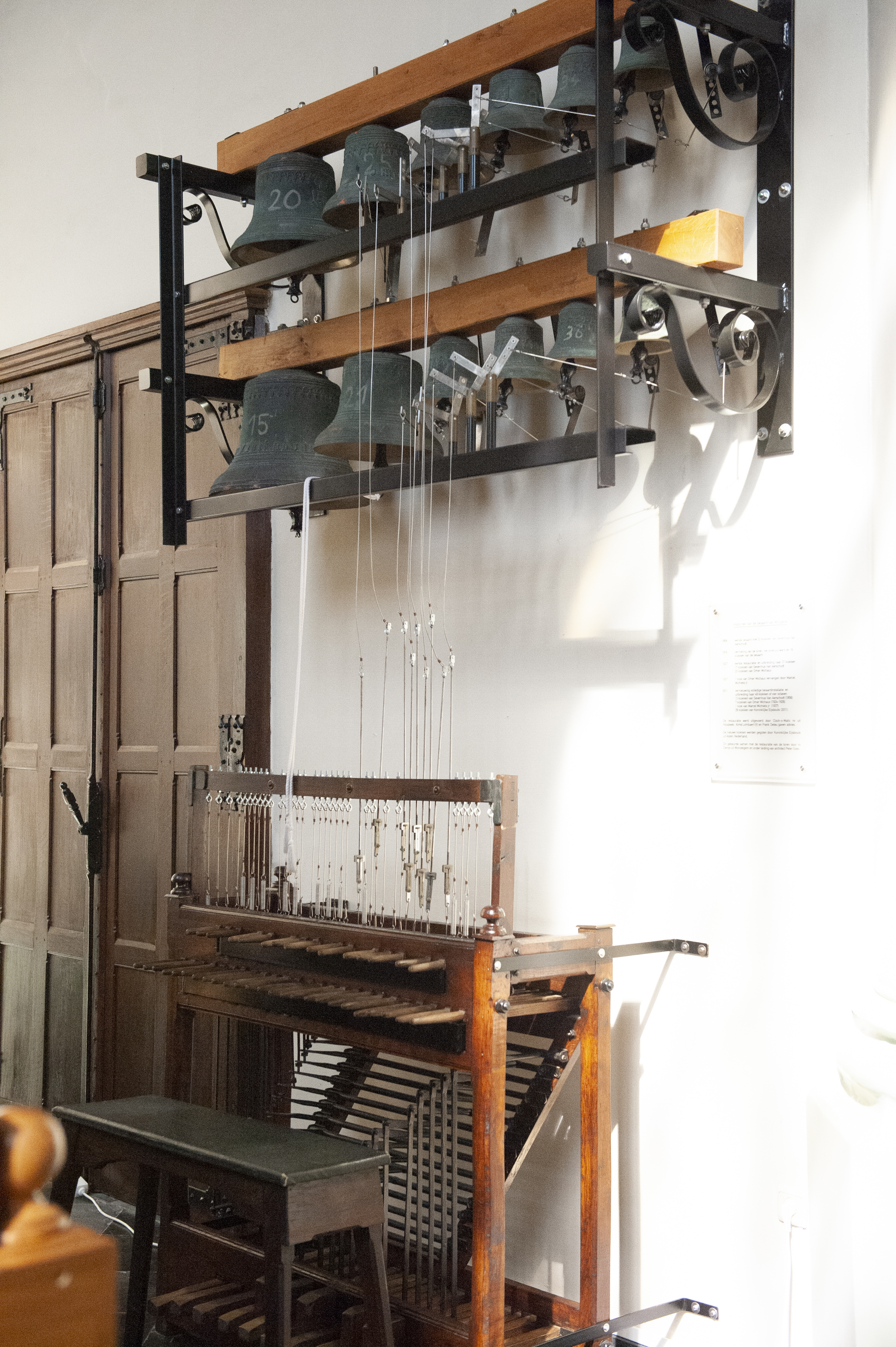
De speeltafel van de orgel vooraan in de kerk

Op 19 september 1998 werd een nieuw, digitaal "Domus"-orgel in gebruik genomen. Dit orgel beschikt over:
- 3 klavieren
- 58 trekregisters (toonsoorten)
- 23 voetpistons

De speeltafel bevindt zich vooraan in de kerk terwijl het "front" achter in de kerk staat, boven op het doksaal.

### Kruisweg
De kruisweg zoals hij vandaag te bezichtigen is, werd op 30 juli 1926 ingewijd. Een tijdlang hebben de (14) panelen in de kelder van het klooster vertoefd, totdat ze in 1972 in de kerk werd aangebracht. De kruisweg; in 1993 hersteld en bijgeschilderd, waarna hij weer een plaats kreeg op de zijmuren van de kerk. De diverse "staties" zijn genummerd en van onderschrift voorzien.
De moderne kruisweg kreeg zijn bestemming op de rechter-achtermuur in de kerk.

### Glasramen
Verscheidende glasramen sieren het kerkgebouw. Bij de grondige werken in 1992 werden de glasramen uitgenomen en zorgvuldig nagezien en hersteld. Er werden tevens twee nieuwe glasramen besteld en geplaatst. Hieronder volgt een beschrijving van de glasramen van links naar rechts.

#### Links
- Achteraan, boven het zijportaal: "De engel Gabriël boodschapt aan Maria" (onderschrift: Ave Maria)
- Boven de pastoorsbiechtstoel: "O.-L.-Vrouw Boodschap" (onderschrift: Gracia Plena)
- In de doopkapel zijn er 5 kleinere glasramen:

1. Tekst: "Met Christus verrezen"
2. "Christusfiguur met op de achtergrond Adam en Eva met de slang, de verboden vrucht en het Calvarie - tafereel"
3. "Duif: nederdaling van de Heilige Geest"
4. "Johannes de Doper met doopschelp in de hand. Op de achtergrond de marteldood van Johannes de Doper"
5. Tekst: "Met christus begraven"

- Rechts van de doopkapel: "De heilige Maria met haar moeder, de heilige Anna"
- Rechts van de predikstoel: "Broeder Isidoor", met als jaartal 1992
- Boven de sacristiedeur: "O.-L.-Vrouw van de Rozenkrans"

#### Vooraan
- Aan de linkerzijde, boven het Onze-Lieve-Vrouwealtaar zijn drie glasramen ingewerkt

1. Links: "Aardse pelgrimstocht der mensen gesymboliseerd door verschillende bevolkingsgroepen"
2. Midden: "Maria, afgebeeld als Middelares, als voorspreekster in de hemel"
3. Rechts: "Voorstelling van de loutering in het vagevuur"

- In het hoogkoor zijn eveneens drie glasramen te zien

1. Links: "Het kersttafereel met de aanbidding door de Wijzen uit het Oosten"
2. Midden: "Calvarieberg met Jezus hangend aan het kruis, Maria - Zijn moeder - en Johannes - de door Jezus beminde leerling-"
3. Rechts: "Jezus verschijnt aan de ongelovige Thomas en aan de andere leerlingen"

- Aan de rechterzijde, boven het Sint-Amandusaltaar, zijn nog eens drie glasramen ingewerkt

1. Links: "Toediening van het doopsel aan de zoon van koning Dagobertus door de heilige Amandus"
2. Midden: "De heilige Amandus predikt het geloof"
3. Rechts: "De heilige Amandus deelt brood uit aan de armen"

#### Rechts
- Vlak bij het Sint Amandusaltaar: "De heilige Theresia met Wingense zendelingen en inboorlingen"
- Onmiddellijk rechts van bovenvernoemd glasraam: "De heilige Rita"
- Links van het schilderij "Kerstnacht": "De heilige Godelieve"
- Boven de biechtstoel: "De heilige Johannes Berchmans"
- Achteraan, boven het zijportaal: "De heilige Jozef"

### Schilderijen

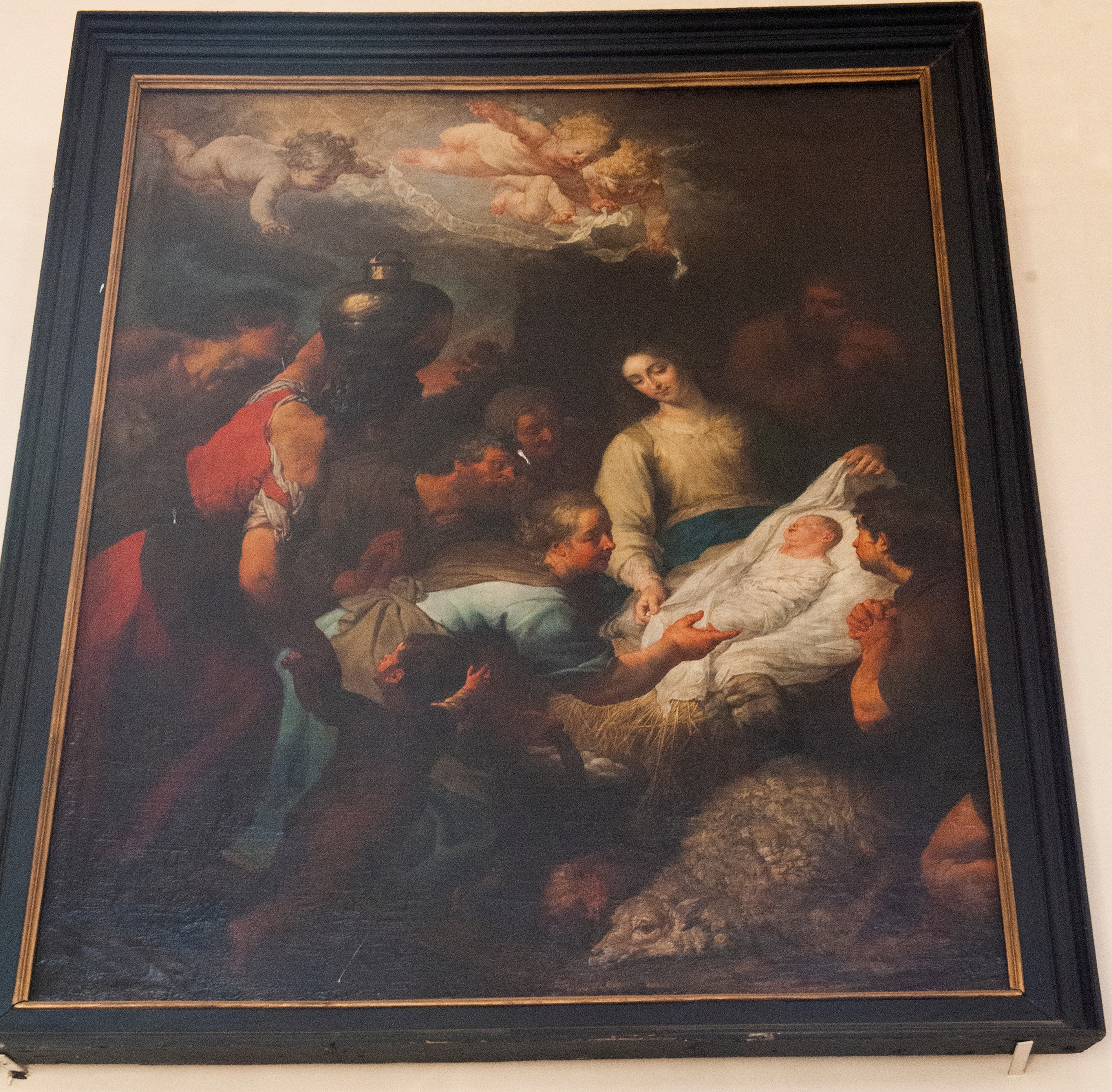
schilderij genaamd "Kerstnacht"

- "Kerstnacht", ook wel "Aanbidding door de Herders" genoemd. Het schilderij zou sinds halfweg de zeventiende eeuw in de kerk aanwezig zijn en in de loop der jaren, diverse keren hersteld en opgefrist zijn geweest. Er kan niet met zekerheid gezegd worden wie de schilder van dit werk is maar menig kenner durft zich aan de uitspraak te wagen dat het een Peter Paul Rubens-schilderij zou zijn. Het hangt op de rechter zijmuur.

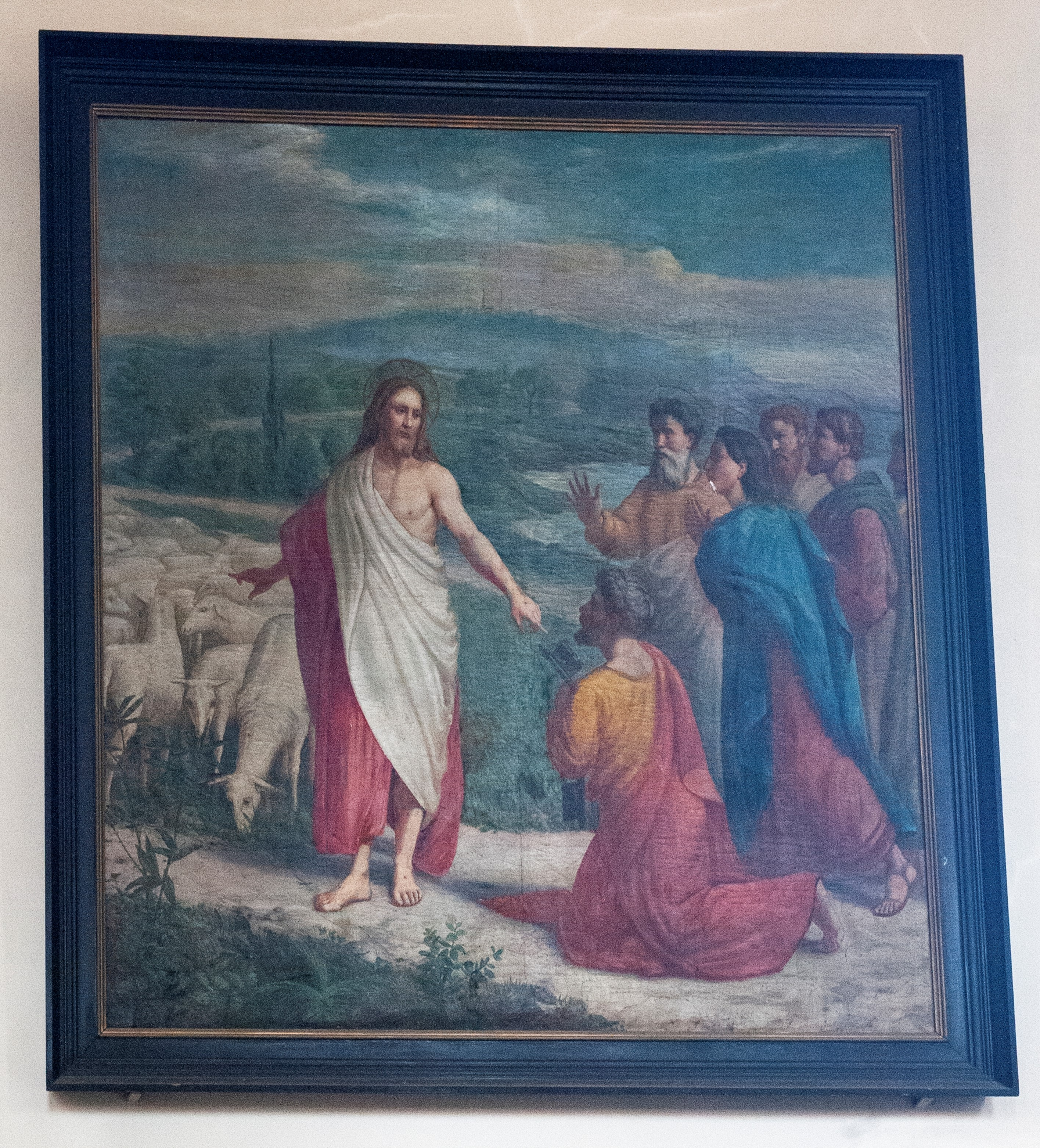
schilderij genaamd "Jezus schenkt de sleutels aan Petrus

- "Jezus schenkt de sleutels aan Petrus". Hangt tussen de doopkapel en de predikstoel, ook hiervan is de schilder noch het jaartal bekend.
- "Mariatafereel". Eind de jaren '90 geschonken aan de kerk, de schilder is niet bekend. Het hangt aan de rechterzijmuur.
- "Mariaportret". De voorstelling van het hoofd van Maria en het dateert uit 1874, van de hand van de Wingense schilder Ivo Van Heule (1816-1881). Het hangt in de sacristie.
- "Piëta". Sinds mei 2003 in bezit van de kerk. Volledig gerestaureerd, gedeeltelijk herschilderd en opgehangen aan de rechterzijmuur van de kerk.
- "Golgatha". Getiteld naar analogie met een werk van Antoon Van Dijck: "Christus aan het kruis". Het hangt sedert begin 2004 aan de rechterzijmuur van de kerk.
- "De dood van de H.-Jozef". Een werk van Ghislain Swimberghe. Geschonken aan de kerk door E.H. Samoy en pronkt nu aan de linkerzijmuur, naast de predikstoel.

### Beelden
- Sint-Amandusbeeld 1871 (Ι): Amandus met mijter en staf, wordt statig en levensgroot voorgesteld. Het is kleurrijk geschilderd en op een sokkel langs de rechtermuur aangebracht, het staat dicht bij het Sint-Amandusaltaar.

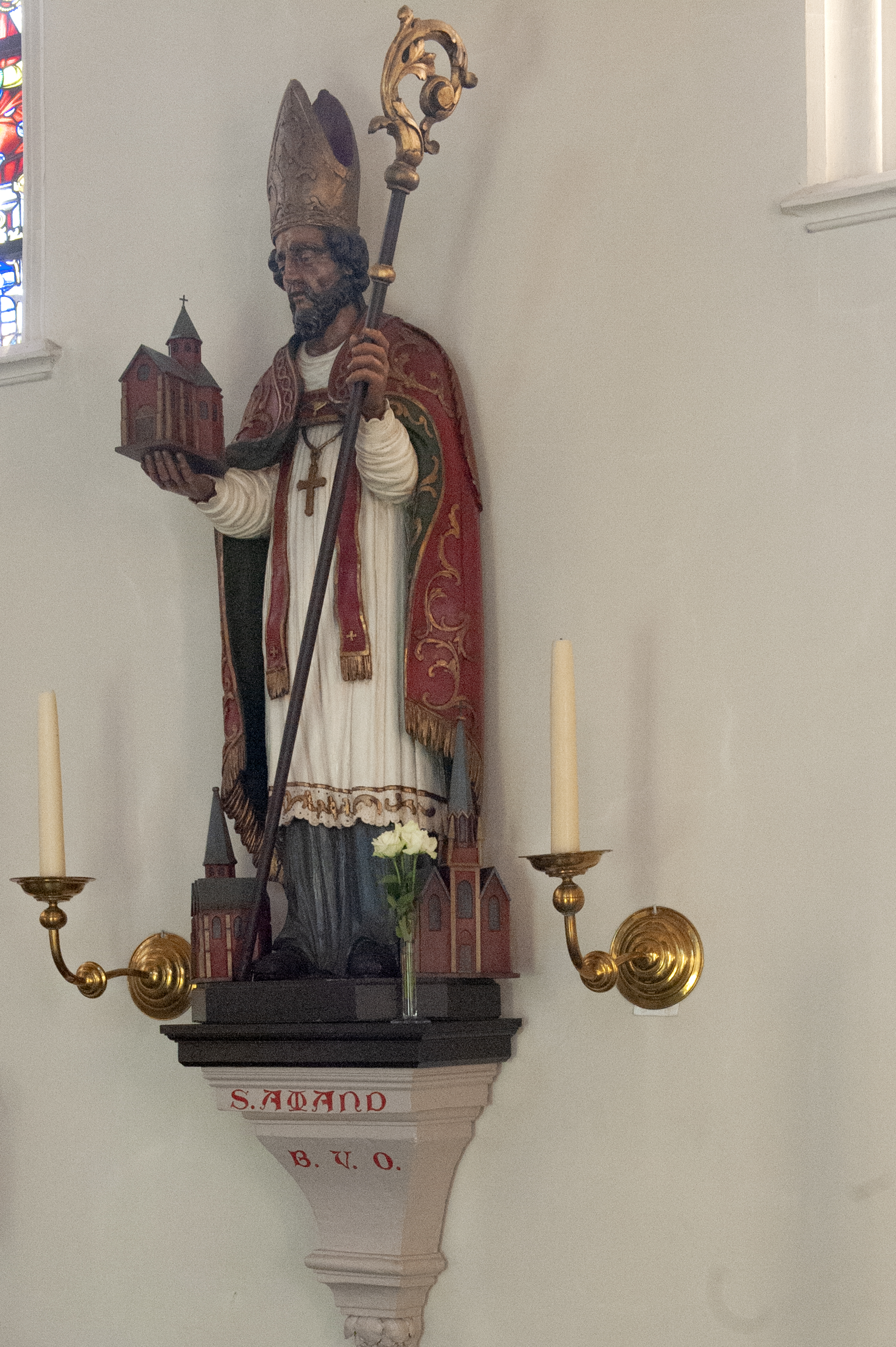
het St.-Amandusbeeld

- Sint-Amandusbeeld 1865 (ΙΙ): Oorspronkelijk een deel van de vroegere predikstoel. Het betreft een donkerkleurig beeld dat achteraan rechts in de kerk te zien is.
- Sint-Amandusprocessiebeeldje: Het beeld met in de borstholte een opening voor een relikwie, wordt in de sacristie bewaard.
- Sint-Macroubeeld: Heeft een expressieve uitdrukking en is een toonbeeld van een realistische voorstelling. Sint-Macrou wordt voorgesteld met boek en staf in de hand en een kruis rond de hals.
- Heilig Hartbeeld: Het beeld van het heilig Hart van Jezus (1892), oorspronkelijk een gepolychromeerd beeld, in 1973 kreeg het een terracottabruine kleur. Het staat vooraan in de kerk.
- Mariabeeld: Dit beeld kreeg eveneens in 1973 een terracottakleur en staat ook vooraan in de kerk.
- H. Jozefbeeld: Dit beeld dateert van 1893 en bevindt zich achteraan de kerk. Het heeft in 1973 een transformatie ondergaan.
- H. Antoniusbeeld: Dit beeld kreeg als laatste in de rij de terracottakleur in 1973. Het staat achter in de kerk.
- Onze-Lieve-Vrouw van Lourdes-beeld: Het beeld kreeg achter in de kerk zijn plaats in 1995.
- Calvarie (Ι): Links achter in de kerk staat dit grote beeld, dat een enorme voorstelling biedt met Jezus aan het kruis met daarnaast Maria en de apostel Johannes. Dit beeld dateert uit 1893 en past in het geheel van de ruimte waarin het zich bevindt, die dienstdoet als ontmoetingsplaats bij uitvaartdiensten.
- Calvarie (ΙΙ): Een tweede voorstelling vinden we in het portaal van de kerk. In 1994 werd dit beeld er aangebracht.
- Engeltje: Boven de ingangsdeur naar de sacristie treffen we een engeltje aan dat dateert uit 1865.
- Onze-Lieve-Vrouwetriptiek: Achteraan, tegen de linker zijmuur, hangt een drieluik met voorstelling van O.-L.-Vrouw van Altijddurende Bijstand. Deze triptiek is van 1921 en is op zink geschilderd.

### Zilverwerk en relikwieën

#### Zilverwerk
- De grote zilveren zonneremonstrans (1750) met Tabor-voorstelling
- De vergulde zilveren miskelk (1777) met Bijbelse taferelen
- Twee Ciborie (1751-1760) voor het bewaren van de hosties
- Een processiekruis van verguld koper met zilveren versiersels (1769)
- Een wierookvat (1754) met voorstelling van Sint-Amandus, Sint-Macrou en Onze-Lieve-Vrouw
- Een wierookscheepje (1754) eveneens rijkelijk versierd
- Een zilveren chrismatorium (1782) dat drie kleine vaatjes bevat om de Heilige Oliën in te bewaren

Er is in de kerk nog ander zilverwerk dat hier niet beschreven wordt, gezien ze niet tot het dagelijks te bezichtigen kerkinterieur behoren.

#### Relikwieën
- Relikwie van Sint-Amandus: Een "stukje been" van de heilige Amandus zit vervat in een schrijn van verguld koper met middenin een zilveren zonnetje. Jaarlijks, op de feestdag van Sint-Amandus, en het daaropvolgend weekend, wordt de relikwie uitgestald in de kerk. In de borstholte van het Sint-Amandus - processiebeeldje is daartoe een opening voorzien.
- Relikwie van Sint-Macrou: Sinds 1681 bestaat in Wingene de verering van de heilige Macrou. De zilveren relikwie bevat een "beentje" van de heilige Macrou.
- Relikwie van Barbara van Nicomedië: Deze relikwie wordt sinds 1827 in de kerk bewaard.
- Relikwie van het heilige Kruis: In een zilveren kruis wordt "een stukje van het kruis van Jezus" bewaard. Attesten van echtheid van 1757,1822 en 1856 begeleiden deze relikwie.
- Relikwie van Sint-Elooi: In een "hamertje" wordt de relikwie bewaard van de heilige Eligius. Jaarlijks worden auto's en paarden gezegend met deze relikwie, een traditie die de plaatselijke Sint-Elooisgilde in stand wenst te houden.

In de Sint-Amanduskerk bevinden zich nog meer relikwieën die hier niet omschreven zullen worden, daar ze minder gebruikt worden.

## Buiten de kerk

### Het kerkhofkruis
Dit kruis bevindt zich aan de rechter zijgevel van de kerk en herinnert aan het kerkhof dat indertijd rondom de kerk was aangebracht.

### Gedenkplaat Guido Gezelle
Wingene is het geboortedorp van Monica Devriese, de moeder van de dichter en priester Guido Gezelle. In 1930, 100 jaar na de geboorte van Guido Gezelle, werd een gedenkplaat aangebracht aan de zijgevel van de kerk met het gedicht "Moederken", dat Gezelle zelf schreef voor zijn moeder.

### Beeld van het Heilig Hart
Sinds 1993 staat er tegen de linker zijgevel van de kerk, het beeld van het H. Hart. Het stond voorheen op het kerkplein. Het is een groot gedenkbeeld uit 1951, geschonken aan de kerk door de Gemeente Wingene.

### Gedenkplaat van de gesneuvelden
Een arduinen gedenkteken voor de gesneuvelden uit de eerste en de Tweede Wereldoorlog is in de rechtermuur van de kerk gemetseld.

## Beiaard en beiaardiers
De huidige beiaard dateert van 1927 en bestaat uit 37 klokken: 3 luidklokken en 34 beiaardklokken. Wingene is hiermee de enige "gemeente" in de wijde omtrek die een - manueel bespeelbare - beiaard bezit. Elke dag, om het kwartier klinken volkse melodietjes vanuit de toren. Op woensdagvoormiddag (marktdag), wordt de beiaard trouw bespeeld.
Sinds de plaatsing van een beiaard in de toren noteren we de volgende beiaardiers:
- Henri Sengier (1858-1885)
- Petrus Bouckaert (1885-1892)
- Amatus Bouckaert (1892-1918)
- Jozef Roose (1927-1949)
- Florent Scherpereel (1957-2007)
- Danny Vandenbroucke (2008-heden)

## Pastoors en medepastoors
In het verleden kende men het systeem van "pastoor" en "medepastoor". Nu is het een bundeling van samenwerkende priesters binnen een federatie met één moderator, door de bisschop benoemd. Hieronder volgt een opsomming van de pastoors die de voorbije eeuw werden benoemd.
- Louis Devos (1891-1923)
- Achiel Six (1923-1945)
- Gustaaf Lambrecht (1945-1966)
- Albert Cappoen (1966-1978)
- Pierre Van Belleghem (1978-1989)
- Guido Samoy (1989-2011)
- Rik Depré (2011-2019)
- Bart Malfait (2019-heden)

De medepastoors:
- Goethals (1956-1976)
- Denijs (1956-1959)
- Ghesquiere (1957-1971)
- Vanhuyse (1959-1961)
- Vanmaekelberghe (1971-1977)
- Delanote (1977-1980)
- Beke (1977-1985)
- Devos (1980-1994)
- Gruwet (1985-1990)
- Priem (1994-2000)